# Torneo del Interior 1993-94
El Torneo del Interior 1993-94 fue la novena edición de este certamen. De este modo, ocupaba la tercera categoría del fútbol argentino. Los equipos provenían directamente de las distintas ligas regionales argentinas y al ser el único torneo para estos equipos, no incluía descensos. Fue la segunda edición, junto la edición inaugural de 1986, que otorgó ascensos directos a la Primera B Nacional, ya que anteriormente los ganadores de las zonas disputaban los torneos reducidos con 4 equipos de la Primera B.
El torneo consagró por primera vez un campeón, que fue Godoy Cruz Antonio Tomba al vencer en la final a Guaraní Antonio Franco.

## Ascensos y descensos
| Pos. | Ascendidos del Torneo del Interior 1992/93 |
| ---- | ------------------------------------------ |
| Z.N. | Gimnasia y Esgrima (J)                     |

| Pos. | Descendidos del Nacional B 1992/93 |
| ---- | ---------------------------------- |
| 20°  | Racing (C)                         |

| Incorporados de las ligas regionales                                              |
| --------------------------------------------------------------------------------- |
| Ciento diecinueve (119) equipos ganadores de las plazas de sus ligas respectivas. |

## Formato
Se jugó un certamen en dos etapas. La primera etapa regionalizada con 98 equipos provenientes generalmente de las ligas más pequeñas; divididos en 5 regiones geográficas, que a su vez estaban divididas en zonas, y clasificaban a 2 equipos por región a la segunda etapa. La segunda etapa estuvo conformada por 33 equipos, incluidos los 10 clasificados de la etapa anterior y equipos que clasificaron directamente a esta etapa, generalmente de las ligas regionales más grandes. Consistió en 4 rondas, la primera conformada por 6 zonas de grupos, la segunda por 3, la tercera por 2 y la final a partido de ida y vuelta, donde el ganador obtendría el único ascenso a la Primera B Nacional.
Las ligas regionales invitadas determinaron el método de clasificación de los equipos al torneo.

## Equipos participantes
| Sur                                                 |                     |                  |                                                 |
| 1                                                   |                     |                  |                                                 |
| Club Social y Deportivo Alianza                     | Cutral Có           | Neuquén          | Liga de Fútbol del Neuquén                      |
| Club Atlético Independiente                         | Neuquén             | Neuquén          | Liga de Fútbol del Neuquén                      |
| Asociación Tiro Federal Argentino Huahuel Niyeo     | Ingeniero Jacobacci | Río Negro        | Liga Rionegrina de Fútbol                       |
| 2                                                   |                     |                  |                                                 |
| Club Deportivo y Cultural Defensores de La Colonia  | Río Colorado        | Río Negro        | Liga de Fútbol de Río Colorado                  |
| Club Social y Deportivo Luis Beltrán                | Luis Beltrán        | Río Negro        | Liga Regional de Fútbol Avellaneda              |
| Club Social y Deportivo Patagones                   | Carmen de Patagones | Buenos Aires     | Liga Rionegrina de Fútbol                       |
| Club Atlético Santa Rosa                            | Santa Rosa          | La Pampa         | Liga Cultural de Fútbol                         |
| 3                                                   |                     |                  |                                                 |
| Club Atlético Río Grande                            | Río Grande          | Tierra del Fuego | Liga de Fútbol de Tierra del Fuego              |
| Club Social y Deportivo Defensores del Carmen       | Río Gallegos        | Santa Cruz       | Liga de Fútbol Sur de Santa Cruz                |
| Club Atlético Germinal                              | Rawson              | Chubut           | Liga de Fútbol Valle del Chubut                 |
| Club Atlético Huracán                               | Comodoro Rivadavia  | Chubut           | Liga de Fútbol de Comodoro Rivadavia            |
| Bonaerense                                          |                     |                  |                                                 |
| 1                                                   |                     |                  |                                                 |
| Club Atlético y Social Defensores de Belgrano       | Villa Ramallo       | Buenos Aires     | Liga Nicoleña de Fútbol                         |
| Club Náutico Arsenal                                | Zárate              | Buenos Aires     | Liga Zarareña de Fútbol                         |
| Paraná Fútbol Club                                  | San Pedro           | Buenos Aires     | Liga Sampedrina de Fútbol                       |
| Club Sportivo Baradero                              | Baradero            | Buenos Aires     | Liga de Fútbol de Baradero                      |
| 2                                                   |                     | Buenos Aires     |                                                 |
| Club Atlético Almirante Brown                       | Arrecifes           | Buenos Aires     | Liga de Fútbol de Arrecifes                     |
| Club Atlético Boca Juniors                          | Rojas               | Buenos Aires     | Liga Deportiva de Fútbol (Rojas)                |
| Racing Club Colón                                   | Colón               | Buenos Aires     | Liga Deportiva de Colón                         |
| Club Tráfico's Old Boys                             | Pergamino           | Buenos Aires     | Liga de Fútbol de Pergamino                     |
| 3                                                   |                     | Buenos Aires     |                                                 |
| Club Atlético Compañía General                      | Salto               | Buenos Aires     | Liga Deportiva de Salto                         |
| Club Atlético Independiente                         | Chivilcoy           | Buenos Aires     | Liga Chivilcoyana de Fútbol                     |
| Club Rivadavia                                      | Lincoln             | Buenos Aires     | Liga Amateur de Deportes (Lincoln)              |
| Club Atlético y Social Sarmiento                    | Rawson              | Buenos Aires     | Liga Deportiva de Chacabuco                     |
| 4                                                   |                     | Buenos Aires     |                                                 |
| Club Atlético 9 de Julio                            | Nueve de Julio      | Buenos Aires     | Liga Nuevejuliense de Fútbol                    |
| Club Atlético El Linqueño                           | Lincoln             | Buenos Aires     | Liga Amateur de Deportes (Lincoln)              |
| Club Social y Deportivo Ingeniero White             | Banderalo           | Buenos Aires     | Liga de Fútbol de General Villegas              |
| Asociación Social, Cultural y Deportiva Santa Marta | Bragado             | Buenos Aires     | Liga Bragadense de Fútbol                       |
| 5                                                   |                     | Buenos Aires     |                                                 |
| Foot Ball Club Argentino                            | Trenque Lauquen     | Buenos Aires     | Liga Trenquelauquense de Fútbol                 |
| Club Atlético Defensores del Este                   | Pehuajó             | Buenos Aires     | Liga Pehuajense de Fútbol                       |
| Club Atlético Independiente                         | Daireaux            | Buenos Aires     | Liga Deportiva de Bolivar                       |
| Club Unión Deportiva                                | Tres Lomas          | Buenos Aires     | Liga Cultural Deportiva (Tres Lomas)            |
| 6                                                   |                     | Buenos Aires     |                                                 |
| Azul Athletic Club                                  | Azul                | Buenos Aires     | Liga de Fútbol de Azul                          |
| Club Atlético Boca Juniors                          | Tres Arroyos        | Buenos Aires     | Liga Regional Tresarroyense de Fútbol           |
| Club Social y Deportivo El Fortín                   | Olavarría           | Buenos Aires     | Liga de Fútbol de Olavarría                     |
| Racing Club Carhué                                  | Carhué              | Buenos Aires     | Liga Regional de Fútbol (Coronel Suárez)        |
| 7                                                   |                     | Buenos Aires     |                                                 |
| Club Social y Deportivo Defensores                  | Ingeniero Maschwitz | Buenos Aires     | Liga Escobarense de Fútbol                      |
| Club Social, Cultural y Deportivo For Ever          | La Plata            | Buenos Aires     | Liga Amateur Platense de Fútbol                 |
| Club Mercedes                                       | Mercedes            | Buenos Aires     | Liga Mercedina de Fútbol                        |
| Deportivo Social Club Open Door                     | Open Door           | Buenos Aires     | Liga Lujanense de fútbol                        |
| 8                                                   |                     | Buenos Aires     |                                                 |
| Club Atlético Alumni                                | Chascomús           | Buenos Aires     | Liga Chascomunense de Fútbol                    |
| Club Defensores de Ayacucho                         | Ayacucho            | Buenos Aires     | Liga Ayacuchense de Fútbol                      |
| Club Deportivo Castelli                             | Castelli            | Buenos Aires     | Liga Dolorense de Fútbol                        |
| Club Atlético Ferroviarios                          | Balcarce            | Buenos Aires     | Liga Balcarceña de Fútbol                       |
| Club Deportivo Juventud Unida                       | General Madariaga   | Buenos Aires     | Liga Madariaguense de Fútbol                    |
| Litoral                                             |                     |                  |                                                 |
| 1                                                   |                     |                  |                                                 |
| Club Atlético Santurtun F.B.C.                      | Santo Tomé          | Corrientes       | Liga Santotomeña de Fútbol                      |
| Club Atlético Oberá                                 | Oberá               | Misiones         | Liga Regional Obereña de Fútbol                 |
| Club Sportivo Eldorado                              | Eldorado            | Misiones         | Liga de Fútbol de Eldorado                      |
| 2                                                   |                     |                  |                                                 |
| Club Social y Deportivo Barraca                     | Paso de los Libres  | Corrientes       | Liga Libreña de Fútbol General Madariaga        |
| Huracán Football Club                               | Goya                | Corrientes       | Liga Goyana de Fútbol                           |
| Club Sportivo San Lorenzo                           | Curuzú Cuatiá       | Corrientes       | Liga de Fútbol General Belgrano (Curuzú Cuatiá) |
| 3                                                   |                     |                  |                                                 |
| Club Atlético Centro Avia Terai                     | Avia Terai          | Chaco            | Liga Saenzpeñense de Fútbol                     |
| Club Sportivo Ferroviario                           | Corrientes          | Corrientes       | Liga Correntina de Fútbol                       |
| Club Social y Deportivo Juventud Unida              | Charata             | Chaco            | Liga de Fútbol del Noroeste Chaqueño            |
| Club Atlético Remedios de Escalada                  | Villa Ángela        | Chaco            | Asociación de Fútbol del Oeste Chaqueño         |

## Tercera etapa

### Grupo 1
| Pos. | Equipo                 | Pts. | PJ | PG | PE | PP | GF | GC | Dif. |
| ---- | ---------------------- | ---- | -- | -- | -- | -- | -- | -- | ---- |
| 01.º | Juventud Antoniana     | 5    | 5  | 2  | 1  | 2  | 11 | 10 | 1    |
| 02.º | Guaraní Antonio Franco | 6    | 6  | 2  | 2  | 2  | 14 | 10 | 4    |
| 03.º | Patronato              | 6    | 7  | 2  | 2  | 3  | 9  | 12 | −3   |
| 04.º | Sp. Guzmán             | 5    | 7  | 2  | 1  | 4  | 12 | 14 | −2   |

|  | Clasifica a la Cuarta etapa. |

### Grupo 2
| Pos. | Equipo                   | Pts. | PJ | PG | PE | PP | GF | GC | Dif. |
| ---- | ------------------------ | ---- | -- | -- | -- | -- | -- | -- | ---- |
| 01.º | San Martín (San Juan)    | 9    | 6  | 3  | 3  | 0  | 14 | 5  | 9    |
| 02.º | Godoy Cruz Antonio Tomba | 8    | 6  | 3  | 2  | 1  | 12 | 7  | 5    |
| 03.º | Trinidad (San Juan)      | 5    | 6  | 2  | 1  | 3  | 7  | 11 | −4   |
| 04.º | Independiente Rivadavia  | 2    | 6  | 0  | 2  | 4  | 5  | 15 | −10  |

|  | Clasifica a la Cuarta etapa. |

### Grupo 3
| Pos. | Equipo           | Pts. | PJ | PG | PE | PP | GF | GC | Dif. |
| ---- | ---------------- | ---- | -- | -- | -- | -- | -- | -- | ---- |
| 01.º | Dep. Patagones   | 8    | 6  | 4  | 0  | 2  | 11 | 5  | 6    |
| 02.º | Cipolletti       | 7    | 6  | 3  | 1  | 2  | 8  | 7  | 1    |
| 03.º | Compañía General | 5    | 6  | 2  | 1  | 3  | 7  | 10 | −3   |
| 04.º | Alvarado         | 4    | 6  | 2  | 0  | 4  | 5  | 9  | −4   |

|  | Clasifica a la Cuarta etapa. |

## Cuarta etapa

### Grupo A
| Pos. | Equipo                 | Pts. | PJ | PG | PE | PP | GF | GC | Dif. |
| ---- | ---------------------- | ---- | -- | -- | -- | -- | -- | -- | ---- |
| 01.º | Guaraní Antonio Franco | 6    | 4  | 2  | 2  | 0  | 5  | 2  | 3    |
| 02.º | San Martín (San Juan)  | 4    | 4  | 1  | 2  | 1  | 4  | 3  | 1    |
| 03.º | Juventud Antoniana     | 2    | 4  | 0  | 2  | 2  | 2  | 6  | −4   |

|  | Clasifica a la Final. |

### Grupo B
| Pos. | Equipo                   | Pts. | PJ | PG | PE | PP | GF | GC | Dif. |
| ---- | ------------------------ | ---- | -- | -- | -- | -- | -- | -- | ---- |
| 01.º | Godoy Cruz Antonio Tomba | 6    | 4  | 3  | 0  | 1  | 5  | 3  | 2    |
| 02.º | Dep. Patagones           | 4    | 4  | 2  | 0  | 2  | 6  | 6  | 0    |
| 03.º | Cipolletti               | 2    | 4  | 1  | 0  | 3  | 3  | 5  | −2   |

|  | Clasifica a la Final. |

## Final
| Fecha       | Local                    | Resultado | Visitante                | Lugar   |
| ----------- | ------------------------ | --------- | ------------------------ | ------- |
| 12 de junio | Godoy Cruz Antonio Tomba | 1 - 0     | Guaraní Antonio Franco   | Mendoza |
| 19 de junio | Guaraní Antonio Franco   | 0 - 0     | Godoy Cruz Antonio Tomba | Posadas |

|  | Campeón, asciende a Primera B Nacional. |

|                                              |
|                                              |
| Campeón Godoy Cruz Antonio Tomba 1.er título |